# Lorenzo Fava
Lorenzo Fava (Nocera Inferiore, 20 maggio 1919 – Verona, 23 agosto 1944) è stato un ufficiale e partigiano italiano, Croce di Guerra al Valor Militare, Medaglia d'Oro al Valor Militare alla memoria.

## Biografia
Figlio di un lendinarese, Lorenzo Fava nacque a Nocera Inferiore nel 1919. Si trasferì con la famiglia a Lendinara e, completate le scuole medie, si iscrisse alla facoltà di Giurisprudenza dell'Università di Padova. Alla fine del 1940 si arruolò negli alpini e frequentò un anno di corso presso la Scuola allievi ufficiali di Bassano del Grappa prima di essere inviato in Montenegro con il grado di Sottotenente. In tale occasione si guadagnò la Croce di Guerra al Valor Militare grazie alla conquista di quota 852 il 5 maggio 1942. Tornò in patria nel 1943 e dopo l'armistizio si diede alla macchia diventando parte delle prime formazioni partigiane venete. In seguito entrò a far parte dei GAP di Verona e compì diverse azioni di sabotaggio come diverse interruzioni con ordigni esplosivi della linea ferroviaria Verona-Brennero, un ordigno esplosivo nella vetrina di propaganda in via Mazzini e il sabotaggio dell'impianto telefonico in Valdonega.
Partecipò alla liberazione di Giovanni Roveda dal Carcere degli Scalzi di Verona il 17 luglio 1944. In tale occasione rimase ferito con lui anche il partigiano Danilo Preto che morì alcune ore dopo. Lorenzo Fava venne catturato e torturato invano per avere informazioni sugli altri gappisti e sui loro nascondigli. Venne quindi ucciso ma non è certa la data di morte. Secondo la ricostruzione di “Verona libera” del 18 luglio 1945 Attilio Gasperini, vice-custode del cimitero, affermò che il 23 agosto 1944 le SS scaricarono da una camionetta il corpo ancora sanguinante di un uomo di nome Lorenzo Fava che dissero essere stato trovato morto a seguito di colpi d'arma da fuoco nel recinto Forte Procolo. Le esequie funebri ebbero luogo il 29 luglio 1945. Dopo la morte l'Università di Padova, gli conferì la laurea “ad honorem” e venne decorato con la Medaglia d'Oro al Valor Militare alla memoria.

## Monumenti e lapidi
- A Verona nel luogo dove sorgeva il carcere de “gli Scalzi” dal 1988 si trova Cipresso, un obelisco di acciaio inox di oltre sette metri opera di Vittore Bocchetta, in ricordo dei sei giovani, tra cui Lorenzo Fava, che assaltarono il carcere per liberare Giovanni Roveda. Nella città scaligera, gli è stata dedicata una via, una scuola secondaria di primo grado nel quartiere di Porto San Pancrazio e, assieme a G. Duca una caserma dell'esercito (a Montorio); inoltre, una lapide in via Scalzi ricorda Lorenzo Fava e Danilo Preto.
- A Lendinara sono dedicate a Lorenzo Fava una lapide sulla facciata della casa in cui visse da giovane ed una strada.
- Una strada gli è dedicata anche a Nocera Inferiore.
- A Salerno, una lapide posta sulla facciata del Palazzo della Provincia nel 1965 ricorda le Medaglie d'Oro della Provincia tra cui Lorenzo Fava.
- Nel Sud-Ovest Veronese durante la Resistenza operavano 2 brigate partigiane la Brigata Italia(Verona) e la Brigata Anita che unite, in suo onore, formarono la DIVISIONE LORENZO FAVA.
- A Nocera Inferiore (sua città natale) vi è una strada intitolata a Lorenzo Fava e una lapide che lo ricorda insieme ad altri due partigiani nati a Nocera Inferiore.